# Йорквіль (Мангеттен)
Йорквіль (англ. Yorkville) — район у Верхньому Іст-Сайді Мангеттена, Нью-Йорк, США. Його південним кордоном є схід 79-тої вулиці, північний схід 96-тої вулиці, захід — Третьої авеню, а східна — Іст-Рівер. Йорквіль є одним із найбільш густонаселених районів міста у світі.
Йорквілл є частиною району 8 Манхеттена, його основні поштові індекси: 10028, 10075 і 10128. Його патрулює 19-й дільниця департаменту поліції Нью-Йорка.

## Історія
До колонізації Йорквіль був незабудованою територією лісів і струмків. У серпні 1776 року Джордж Вашингтон розташував половину своєї Континентальної армії на Мангеттені, а іншу половину — у Брукліні. Багато військ у районі Йорквіля на Верхньому Іст-Сайді Мангеттена займали оборонні позиції вздовж Іст-Рівер, щоб захистити можливий відступ від Лонг-Айленда та завдати шкоди британським силам, які вторглися на суші та на морі. Після поразки 27 серпня в битві за Лонг-Айленді континентальні війська здійснили впорядкований поворотний відступ у районі Йорквіля, спонукаючи ворога континентальних військ до бою, вигукуючи «Fly Away», про лисицю, яка втікає від гончих. Дисциплінований відступ континентальних військ на північ призвів до успішної битви на Гарлемських висотах у вересні 1776 року.